# 포항 고석사 석조여래의좌상
포항 고석사 석조여래의좌상(浦項 古石寺 石造如來倚坐像)은 대한민국 경상북도 포항시 남구 장기면, 고석사에 있는 불상이다. 2017년 1월 5일 경상북도의 문화재자료 제651호로 지정되었다.

## 개요
이 불상은 높이 281cm, 폭 250cm 가량의 암괴에 고부조(高浮彫)로 새겨진 석조여래불상으로, 암면의 턱을 의자삼아 앉아 두 다리를 내려뻗은 의좌(倚坐) 형식이다. 얼굴과 발목 이하의 부위는 심각하게 파손되었지만 목에서부터 다리까지는 비교적 원형이 잘 보존되어 있다. 어깨가 넓고 당당한 체형을 하고 있으며 얇은 옷을 통하여 신체의 양감이 잘 드러나 있다. 전반적인 표현 양식으로 보아 신라시대 8∼9세기의 양식적 특징을 보인다. 하지만, 얼굴과 다리 등에 파손이 심하고 신체를 덮은 대의의 주름도 부분적으로 훼손되어 있으며 얼굴은 신라 양식과 다르게 보수되어 있다.
그럼에도 불구하고, 이 불상은 삼국시대와 고려시대에 조성된 2건의 사례 이외에 통일신라시대에 조성되어 현존하는 유일한 의좌상(倚坐像)이라는 점에서 신라 조각사 연구에 중요한 자료라고 판단되므로 문화재자료로 지정한다.

## 지정 내역
| 일련번호        | 명칭                       | 재료 | 구조·형식 ·형태 | 규격(cm)                  | 수량 | 기타 특징          |
| --------------- | -------------------------- | ---- | --------------- | ------------------------- | ---- | ------------------ |
| 文化財 資料 651 | 浦項 古石寺 石造如來倚坐像 | 석조 | 浮彫 倚坐像     | 상고 101.7cm, 슬폭 71.5cm | 1軀  | 제작연대 : 8∼9세기 |

## 참고 자료
- 포항 고석사 석조여래의좌상 - 국가유산청 국가유산포털